# سواليهو ميتي
سواليهو ميتي (بالفرنسية: Soualiho Meïté)‏ (مواليد 17 مارس 1994) هو لاعب كرة قدم فرنسي يلعب في مركز قلب الدفاع في نادي إيه سي ميلان الإيطالي منذ 2021.

## روابط خارجية
- سواليهو ميتي على موقع الاتحاد الدولي (مؤرشف)  (الإنجليزية)
- سواليهو ميتي على موقع الاتحاد الأوربي (الإنجليزية)
- سواليهو ميتي على موقع رابطة كرة القدم الفرنسية للمحترفين (الإنجليزية)
- سواليهو ميتي على موقع إي إس بي إن إف سي (الإنجليزية)
- سواليهو ميتي على موقع قاعدة بيانات كرة القدم.إي يو (الإنجليزية)
- سواليهو ميتي على موقع ليكيب (الفرنسية)
- سواليهو ميتي على موقع Soccerway.com (الإنجليزية)
- سواليهو ميتي على موقع عالم كرة القدم.نت (الإنجليزية)
- سواليهو ميتي على موقع AS.com (الإسبانية)